# Щетинниця
Щетинниця (Rochelia) — рід квіткових рослин родини шорстколистих (Boraginaceae). Рід містить 22 види, які зростають у північно-західній Африці, у Європі, Азії.

## Морфологічна характеристика
Це однорічні трав'янисті рослини. Стебла гіллясті чи прості, тонкі, щетинисті. Листки чергові, 1-жилкові. Суцвіття щиткові чи китицеві. Чашечка 5-роздільна до основи; частки від лінійних до ланцетних, у плодах дещо розширені, верхівка зазвичай загнута, рідко пряма. Віночок воронкоподібний, світло-блакитний чи білий; трубка пряма або трохи зігнута; кінцівки 5-роздільні. Тичинок 5. Горішків 2, по 1 насінині, горбкуваті.

## Роди
- Rochelia bungei Trautv.
- Rochelia campanulata Popov & Zakirov
- Rochelia cancellata Boiss. & Balansa
- Rochelia cardiosepala Bunge
- Rochelia chitralensis Y.J.Nasir
- Rochelia claviculata Popov & Zakirov
- Rochelia disperma (L.f.) K.Koch
- Rochelia drobovii (Popov) Khoshsokhan & Kaz.Osaloo
- Rochelia jackabaghii (Lipsky) Pavlov
- Rochelia laxa I.M.Johnst.
- Rochelia leiocarpa Ledeb.
- Rochelia leiosperma (Popov) Golosk.
- Rochelia mirheydari Riedl & Esfand.
- Rochelia pamirica Dengub.
- Rochelia peduncularis Boiss.
- Rochelia persica Bunge ex Boiss.
- Rochelia pygmaea Rech.f. & Riedl
- Rochelia rectipes Stocks
- Rochelia retorta (Pall.) Lipsky
- Rochelia retrosepala Khat.
- Rochelia sessiliflora (Boiss.) Khoshsokhan & Kaz.Osaloo
- Rochelia stylaris Boiss.